# گلسرن بودایجی اوغلو
گلسرن بودایجی اوغلو (زاده ۱۹۴۷) (به ترکی استانبولی: Gülseren Budayıcıoğlu) روان‌پزشک، نویسنده و مجری تلویزیونی از کشور ترکیه است. گرچه او دربارهٔ موضوعات گوناگونی نوشته است، اما شهرت وی به خاطر ساخت مجموعه‌های تلویزیونی اقتباسی از رمان‌های او در سال‌های اخیر می‌باشد، از جمله؛ «عروس استانبول» (۲۰۱۷–۲۰۱۹)، «سرنوشت خانه‌ای که در آن زاده شدی» (۲۰۱۹–۲۰۲۱)، «اتاق قرمز» (۲۰۲۰–۲۰۲۲)، «آپارتمان بی‌گناهان» (۲۰۲۰–۲۰۲۲)، «دختر پشت پنجره» (۲۰۲۱–)، «خیاط»، «اگر پادشاه ببازد»، «برادر» و «چشم‌چران عمارت» (۲۰۲۲–۲۰۲۳).

## زندگی‌نامه
گلسرن در سال ۱۹۴۷ در آنکارا به دنیا آمد. بنا به گفتهٔ خودش، او دختر پدری «مهربان» و مادری «فداکار و اقتدارگرا» است. او دو خواهر و برادر کوچک‌تر به نام‌های یوک‌سلن و مصطفی دارد. گلسرن تحصیلات راهنمایی و دبیرستان خود را در «کالج TED» آنکارا و تحصیلات دانشگاهی‌اش را در دانشکده پزشکی دانشگاه آنکارا به پایان رسانید. سال‌های تحصیل وی در مقطع کارشناسی با سال‌های آغازین فعالیت شبکه تی‌آرتی (رادیو و تلویزیون دولتی ترکیه) هم‌زمان بود. در این دوران، او در آزمون مجری‌گری تلویزیون تی‌آرتی شرکت کرد و در سال ۱۹۶۵ به‌عنوان مجری در تلویزیون تی‌آرتی به کار گرفته شد. او توسط دوستان مدرسه و معلمانش لقب «بانوی تی‌آرتی» را دریافت کرد. بودایجی اوغلو در سپتامبر ۱۹۷۲ از دانشگاه فارغ‌التحصیل شد. و در این دوره بین دو مسیر شغلی، یعنی مجری‌گری تلویزیونی یا روان‌پزشکی، تخت فشار بود و باید یکی را انتخاب می‌کرد. در پایان همان سال، در ماه نوامبر از شغل مجری‌گری تلویزیون کناره‌گیری کرد و از ماه دسامبر به‌عنوان دستیار در دانشگاه مشغول به کار شد. با این حال، دوره فعالیت او به‌عنوان دستیار دانشگاه مدت زیادی ادامه نداشت. در دوران دستیاری، او برای حضور در تلویزیون مجبور بود مجوز قانونی دریافت کند. «رضوان اگه» رئیس دانشگاهی که او در آنجا مشغول به کار بود و اختیار صدور این مجوز را داشت، در ژانویه ۱۹۷۳ به آگاهی رساند که امکان صدور چنین مجوزی برای دستیاران وجود ندارد. در همان ماه و در ایام تعطیلات، بودایجی اوغلو دو برنامه تلویزیونی اجرا کرد. رضوان اگه، این برنامه‌ها را دید و تاریخ ضبط آن‌ها را از مدیریت تلویزیون جویا شد، که ثابت کرد او برخلاف مقررات شغلی‌اش این برنامه‌ها را اجرا کرده است. در پی تحقیقات انجام‌شده، به دلیل اشتغال هم‌زمان در شغلی دیگر، همکاری او به‌عنوان دستیار دانشگاهی خاتمه یافت و در نتیجه، بودایجی اوغلو به تلویزیون بازگشت. او در سال ۱۹۷۷ تخصص خود را در رشته روان‌پزشکی از دانشگاه حاجت‌تپه دریافت کرد و به مدت ۵ سال به‌عنوان مدرس در همان دانشگاه فعالیت کرد. در این دوره، او همچنین برنامه‌ای به نام «انسان و دنیای او» را اجرا می‌کرد که با همکاری دانشگاه حاجت‌تپه و شبکه TRT تهیه شده بود.

## حرفه نویسندگی
بودایجی اوغلو فعالیت نویسندگی خود را در سال ۲۰۰۴ با کتاب «روی سکه، یادداشت‌های یک روان‌پزشک» آغاز کرد. در دو کتاب نخست خود، به موضوعات مختلف روان‌پزشکی در قالب داستان‌های کوتاه پرداخت، اما با سومین کتابش به نام «بازگشت به زندگی»، نوشتن یک داستان مفصل با جزئیات را آغاز کرد. چهار رمان اول او و رمان «دختر پشت پنجره» که در سال ۲۰۱۹ منتشر کرد، رمان‌هایی روان‌درمانی بودند که با روایت پرونده‌های واقعی‌ای که خود وی شاهد آن‌ها بوده، نوشته شده‌اند. مجموعه «عروس استانبول» که بین سال‌های ۲۰۱۷ تا ۲۰۱۹ از شبکه استار تی‌وی پخش شد، بر پایه کتاب او با عنوان «بازگشت به زندگی» می‌باشد. مجموعه «خانه‌ای که زاده شدی سرنوشت توست» که بین سال‌های ۲۰۱۹ تا ۲۰۲۱ از شبکه تی‌وی ۸ پخش شد، از کتاب «دختر پشت پنجره» اقتباس شده است. پس از موفقیت این دو اثر اقتباسی، در سال ۲۰۲۰ دو مجموعه متفاوت بر اساس کتاب «روی سکه، دفترچه یادداشت یک روان‌پزشک» ساخته شده است که شامل؛ مجموعه «اتاق قرمز» که از شبکه تی‌وی ۸ پخش شد، و مجموعه آپارتمان بی‌گناهان که از شبکه تی آر تی ۱ پخش گردید. بودایجی اوغلو نام کتاب جدید خود را «شنل قرمز» اعلام کرده است. در سال ۲۰۲۱، اقتباس جدیدی از کتاب «دختر پشت پنجره» با همین عنوان از شبکه کانال د پخش شد.

## ویژگی‌های شخصیت
بودایجی اوغلو در دوران فعالیتش به عنوان مجری تلویزیونی، به خاطر چهرهٔ خندانش شناخته می‌شد. رئیس دانشکده‌ای که در آن تحصیل کرده بود، او را دانشجویی مغرور، باهوش و سخت‌کوش توصیف کرده است. عایشه آرمان روزنامه‌نگار، در مقاله‌ای، دربارهٔ هویت نویسندگی بودایجی اوغلو، از او تمجید کرده و گفته است: «با شور و اشتیاق می‌نوشت و این اشتیاق را به خواننده منتقل می‌کرد» و آثارش «به دلیل واقع‌گرایی یک پدیده هستند». عایشه آرمان در مقاله‌ای دیگر نیز اظهار داشته بود که کتاب‌های بودایجی اوغلو دارای «جزئیات عالی و تحلیل‌هایی روح‌نواز» هستند و زبان آن‌ها «بسیار روان و شفاف» است. از سوی دیگر، انتقادهایی مبنی بر اینکه آثار او فاقد ژرفای ادبی بوده، مطرح شده است و او در لابه‌لای سطور همواره از خود تمجید می‌کند.
پس از انتشار مقاله‌ای دربارهٔ روان‌شناسان در وب‌سایت «Gazete Duvar» به قلم پینار اغونچ، گزارش شد که پنج نفر از همکاران گلسرن بودایجی اوغلو به دلیل اشتراک‌گذاری مقاله در شبکه‌های اجتماعی از کار اخراج شده‌اند. با بالا گرفتن انتقادها، بودایجی اوغلو تأیید کرد که این پنج روان‌شناس را از کلینیک خود اخراج کرده است و در گفت‌وگویی با عایشه آرمان به موضوع واکنش نشان داد. او گفت:
«درسته… حقیقت داره که ۵ روان‌شناس رو اخراج کردم! البته فعل "اخراج کردن" برام خیلی سنگینه. این کلمه نباید کنار اسم من باشه. می‌تونم بگم که قبلاً هیچ‌وقت چنین کاری نکرده بودم. بعضی‌ها بودن که خودشون استعفا دادن، ولی ما همیشه با خوبی و خوشی از هم جدا شدیم. اما این ۵ نفر رو من اخراج کردم! هر پنج نفرشان آدم‌هایی بودن که دوستشان داشتم، همکارانی که باهم کار کرده بودیم. یکی‌شون خیلی به من نزدیک بود. واقعاً ناراحت شدم. اون‌ها یه مصاحبه فاجعه‌بار با خبرنگاری در برابر من انجام دادن، خیلی فراتر از یه فاجعه! من رو شبیه کسی نشون دادن که اصلاً نیستم؛ مثلاً گفتن که حتی در لباس پوشیدن‌شون دخالت می‌کردم و گفته‌ام: "این‌طوری انجامش بده"، "اون‌طوری بپوش!" جملاتی که سال‌ها برای پیشرفت خودشون گفته بودم رو تحریف کردن… و همه آن‌ها این مقاله رو توی صفحات‌شان منتشر کردن؛ یعنی تأییدش کردن…»

## کتابشناسی

### رمان‌ها
- روی سکه، از دفترچه یادداشت یک روان‌پزشک، ۲۰۰۴، شابک:۹۷۸۹۷۵۱۴۰۹۹۳۵
- سه رنگ گناه، روی دیگر سکه، ۲۰۰۸، شابک: ۹۷۸۹۷۵۱۴۱۲۸۷۴
- بازگشت به زندگی، ۲۰۱۱، شابک: ۹۷۸۹۷۵۱۴۱۴۶۰۱
- اگر پادشاه ببازد، ۲۰۱۵، شابک: ۹۷۸۹۷۵۱۴۱۶۵۷۵
- دختر پشت پنجره، ۲۰۱۹، شابک: ۹۷۸۶۰۵۰۹۵۹۶۲۸
- شنل قرمز، ۲۰۲۲
- صدای زندگی، ۲۰۲۲، شابک: ۹۷۸۶۲۵۸۰۳۶۸۵۵

### برای کودکان
- کتاب شاه تئو، ۲۰۱۸، شابک: ۹۷۸۹۷۵۲۲۰۷۷۲۱

## مجوعه‌های تلویزیونی اقتباسی از آثار وی
- مجموعه عروس استانبول اقتباسی از کتاب «بازگشت به زندگی» است و بین سال‌های ۲۰۱۷ تا ۲۰۱۹ از شبکه استار تیوی پخش شد.
- مجموعه «در خانه‌ای که زاده شدی سرنوشت توست» اقتباسی از کتاب دختر پشت پنجره است و بین سال‌های ۲۰۱۹ تا ۲۰۲۱ از شبکه تی‌وی ۸ پخش شد.
- مجموعه اتاق قرمز اقتباسی از کتاب «روی سکه» است و بین سال‌های ۲۰۲۰ تا ۲۰۲۲ از شبکه تی‌وی ۸ پخش شد.
- مجموعه آپارتمان بی‌گناهان اقتباسی از فصل «ساختمان زباله» از کتاب «روی سکه» است و بین سال‌های ۲۰۲۰ تا ۲۰۲۲ از شبکه تی آر تی ۱ پخش شد.
- مجموعه «دختر پشت پنجره» اقتباسی از کتابی به همین نام است و از سال ۲۰۲۱ تاکنون از شبکه کانال د پخش شد.
- مجموعه «خیاط» اقتباسی از کتاب «بازگشت به زندگی» است و قرار بود در سال ۲۰۲۳ از نتفلیکس منتشر شد.
- مجموعه «چشم چرا عمارت» از سال ۲۰۲۲ تا ۲۰۲۳ از شبکه استار تیوی پخش شد.
- مجموعه «منو پنهان کن» در سال‌های ۲۰۲۳ تا ۲۰۲۴ از شبکه استار تیوی پخش شد.